# Martti Liimo
Martti Liimo, né le 26 septembre 1941, à Tampere, en Finlande et décédé le 1er décembre 1995, à Helsinki, en Finlande, est un ancien joueur finlandais de basket-ball. Il est le frère de Kari Liimo.